# سید محسن طاهری
سید محسن طاهری (زاده ۱۳۵۰ نجف) با کسب ۳۲۸۲۱۳ رای به عنوان نماینده استان گلستان در ششمین دوره مجلس خبرگان رهبری انتخاب شد. وی فرزند سید حبیب‌الله طاهری گرگانی نماینده فقید مجلس خبرگان رهبری و همچنین ایشان مسئول حوزه علمیه امام صادق ع گرگان نیز می باشد و همچنین برادر سید علی طاهری نماینده پیشین گرگان در مجلس شورای اسلامی است.